# Tato Grigalaszwili
Tato Grigalaszwili (gruz. ტატო გრიგალაშვილი, ur. 1 grudnia 1999 w Kareli) – gruziński judoka, medalista olimpijski z Paryża (2024).

## Życiorys
W 2021 roku wziął udział w Letnich Igrzyskach Olimpijskich 2020 w Tokio, gdzie w rywalizacji judoków do 81 kilogramów zajął piąte miejsce, w meczu o brązowy medal przegrał z Matthiasem Casse. W 2024 roku ponownie wystartował na Letnich Igrzyskach Olimpijskich w Paryżu, gdzie w rywalizacji judoków do 81 kilogramów zdobył srebrny medal, przegrywając jedynie z Takanori Nagase w finale. W turnieju drużyn mieszanych odpadł w pierwszej walce.
W 2022, 2023 i 2024 roku wygrał mistrzostwa świata w judo.